# スズメノエンドウ
スズメノエンドウ（雀野豌豆、小巣菜、学名: Vicia hirsuta）は、ソラマメ属のつる性の越年草。田畑や空地などに生える雑草。別名イヌノエンドウ（犬野豌豆）。和名に「スズメ」とあるのはカラスノエンドウ（ヤハズエンドウ）より小型であることから。

## 特徴
カラスノエンドウ（ヤハズエンドウ）に似るが、ごく小さな花を房状に多数つける。

## ギャラリー

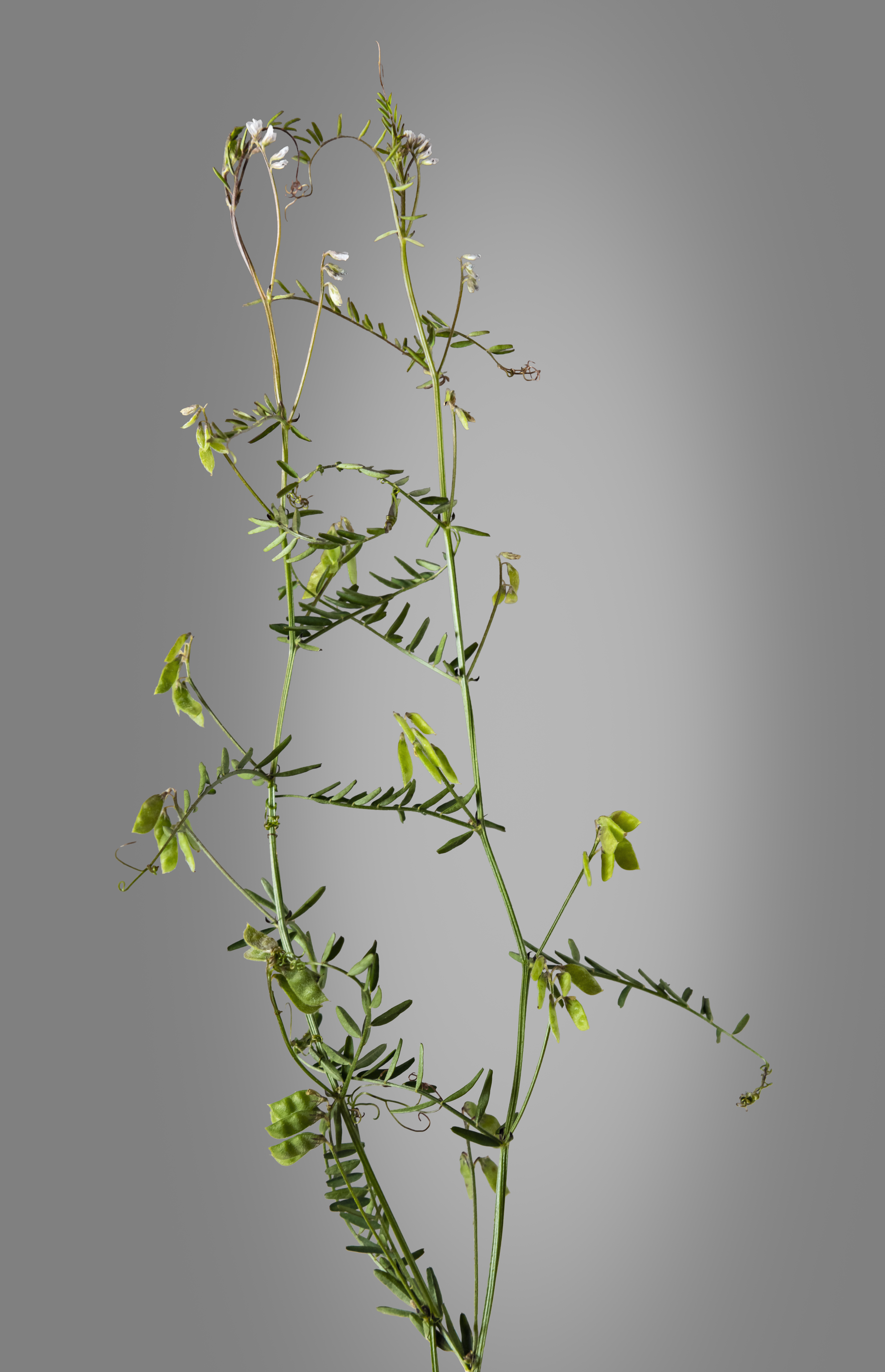
全体
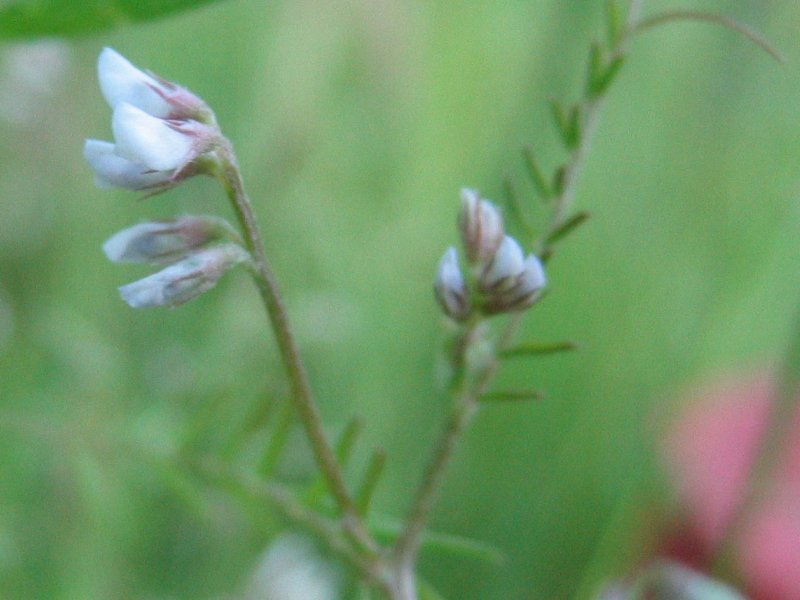
花